# Emilie Pos
 (novembre 2018).
Si vous disposez d'ouvrages ou d'articles de référence ou si vous connaissez des sites web de qualité traitant du thème abordé ici, merci de compléter l'article en donnant les références utiles à sa vérifiabilité et en les liant à la section « Notes et références ».
Pour les articles homonymes, voir Pos.
Emilie Pos, née le 15 février 1994 à Amsterdam, est une actrice néerlandaise connue pour son rôle de Mirthe dans la série VRijland sur la chaîne néerlandaise NPO Zapp.

## Biographie
Emilie Pos à une sœur cadette Valerie Pos, qui exerce elle aussi le métier d'actrice. Bilingue, elle parle couramment le néerlandais (langue maternelle) et l'anglais. Elle est la fille du réalisateur Hans Pos.

## Filmographie

### Séries télévisées
- 2009 : Verborgen Verhalen : Florien[3]
- 2010-2012 : VRijland : Mirthe[4]
- 2011 : De Magische Wereld van Pardoes de Jeroen van der Zee : Pardijn de Tovernar[5]
- 2012 : Zapplive : zichzelf
- 2013 : Groove High : Zoë[6],[7]

### Longs métrages
- 1999 : Kruimeltje : Fille de Keessie
- 2002 : Pietje Bell : petite-fille pauvre
- 2007 : Kapitein Rob en het geheim van professor Lupardi : Sandra

## Théâtre
- 2016 : Intouchables